# Ларраона
Ларраона (ісп. Larraona) — муніципалітет в Іспанії, у складі автономної спільноти Наварра. Населення — 112 осіб (2009).
Муніципалітет розташований на відстані близько 290 км на північний схід від Мадрида, 50 км на захід від Памплони.

## Демографія
Динаміка населення (INE ):